# Fiji
A República das Fiji ou das Fíji (também de Fiji/Fíji), por vezes escrito Fidji (pronúncia em língua portuguesa: [ˈfiʒi], [ˈfidʒi], [fiˈʒi] ou [fiˈdʒi][carece de fontes?]; em fijiano: Matanitu ko Viti; em inglês: Republic of Fiji, pronunciado: [ˈfiːdʒiː]; híndi fijiano: फ़िजी गणराज्य Fijī Gaṇarājya), anteriormente conhecida como República das Ilhas Fiji, é um país insular da Oceania, composto por 332 ilhas no Oceano Pacífico. Fíji faz fronteira marítima com Tuvalu e com o território francês de Wallis e Futuna a norte, com Tonga a leste, e com o território francês da Nova Caledónia, com Vanuatu e com as Ilhas Salomão a oeste. A sul, a terra mais próxima corresponde às ilhas neozelandesas de Kermadec, mas estão bastante afastadas.
A maioria das ilhas de Fiji foi formada por meio de atividade vulcânica, iniciada há cerca de 150 milhões de anos. Hoje, algumas atividades geotérmicas ainda ocorrem nas ilhas de Vanua Levu e Taveuni. Os sistemas geotérmicos em Viti Levu são de origem não vulcânica, com descargas superficiais de baixa temperatura (35–60 °C). Fiji é habitada pelo menos desde o segundo milênio a.C., e foi colonizada primeiro pelos austronésios e depois pelos melanésios, com algumas influências polinésias. Os europeus visitaram as ilhas Fiji a partir do século XVII e, após um breve período como um reino independente, os britânicos fundaram a Colônia de Fiji em 1874. Fiji foi uma colônia da Coroa britânica até 1970, quando conquistou a independência. Uma república foi declarada em 1987, após uma série de golpes de estado. Em um outro golpe de Estado em 2006, o comodoro Frank Bainimarama tomou o poder. Quando o Supremo Tribunal decidiu em 2009 que a liderança militar era ilegal, o Presidente Josefa Iloilo, a quem os militares tinham mantido como Chefe de Estado nominal, formalmente revogou a Constituição e reconduziu Bainimarama. Mais tarde, em 2009, Iloilo foi substituído como presidente por Epeli Nailatikau. Após anos de atrasos, uma eleição democrática foi realizada em 17 de setembro de 2014. O FiyiFirst, de orientação política baseada na centro-direita, venceu com 59,2% dos votos, e a eleição foi considerada credível pelos observadores internacionais.
Fiji tem uma das economias mais desenvolvidas do Pacífico devido à abundância de recursos florestais, minerais e pesqueiros. Hoje, as principais fontes de divisas são a indústria turística e as exportações de açúcar. A moeda do país é o dólar fijiano. O governo local de Fiji, na forma de conselhos municipais, é supervisionado pelo Ministério do Governo Local e Desenvolvimento Urbano.

## Etimologia
A ilha principal de Fiji é conhecida como Viti Levu e é daqui que o nome Fiji é derivado, já que sua pronúncia comum em inglês soa assim nas ilhas vizinhas de Tonga.

## História

### Colonização
Evidências arqueológicas mostram que os primeiros colonos de Fiji chegaram navegando das Ilhas Santa Cruz (politicamente são parte das Salomão, mas seu ecossistema de florestas úmidas é o mesmo de Vanuatu) nas primeiras migrações do povo ancestral conhecido como Lápita (Os descendentes diretos desse povo hoje são os melanésios) para a região do "crescente", Fíji-Tonga-Samoa, berço da cultura polinésia, em 1500 a.C.
Os primeiros habitantes de Fiji chegaram das Santa Cruz muito tempo antes de as ilhas serem descobertas por exploradores europeus. As ilhas Vanua Levu e Viti Levu, as principais do arquipélago de Fiji, foram descobertas em 6 de fevereiro de 1643 pelo navegador holandês Abel Tasman. As outras ilhotas que compõem o arquipélago foram descobertas no século seguinte pelo explorador inglês James Cook. Os europeus só estabeleceram o primeiro posto de colonização em 1804

### Independência
As ilhas ficaram sob controle do Reino Unido em 1874, abolindo o Reino de Fiji e instaurando um estatuto de colônia. Em 1970 foi dada independência ao país. O governo democrático foi interrompido por dois golpes militares em 1987, provocados por uma percepção por parte das restantes comunidades de que o governo era dominado pela comunidade indo-fijiana (indiana). Em virtude desses golpes militares, o arquipélago é expulso da Comunidade Britânica.

## Geografia

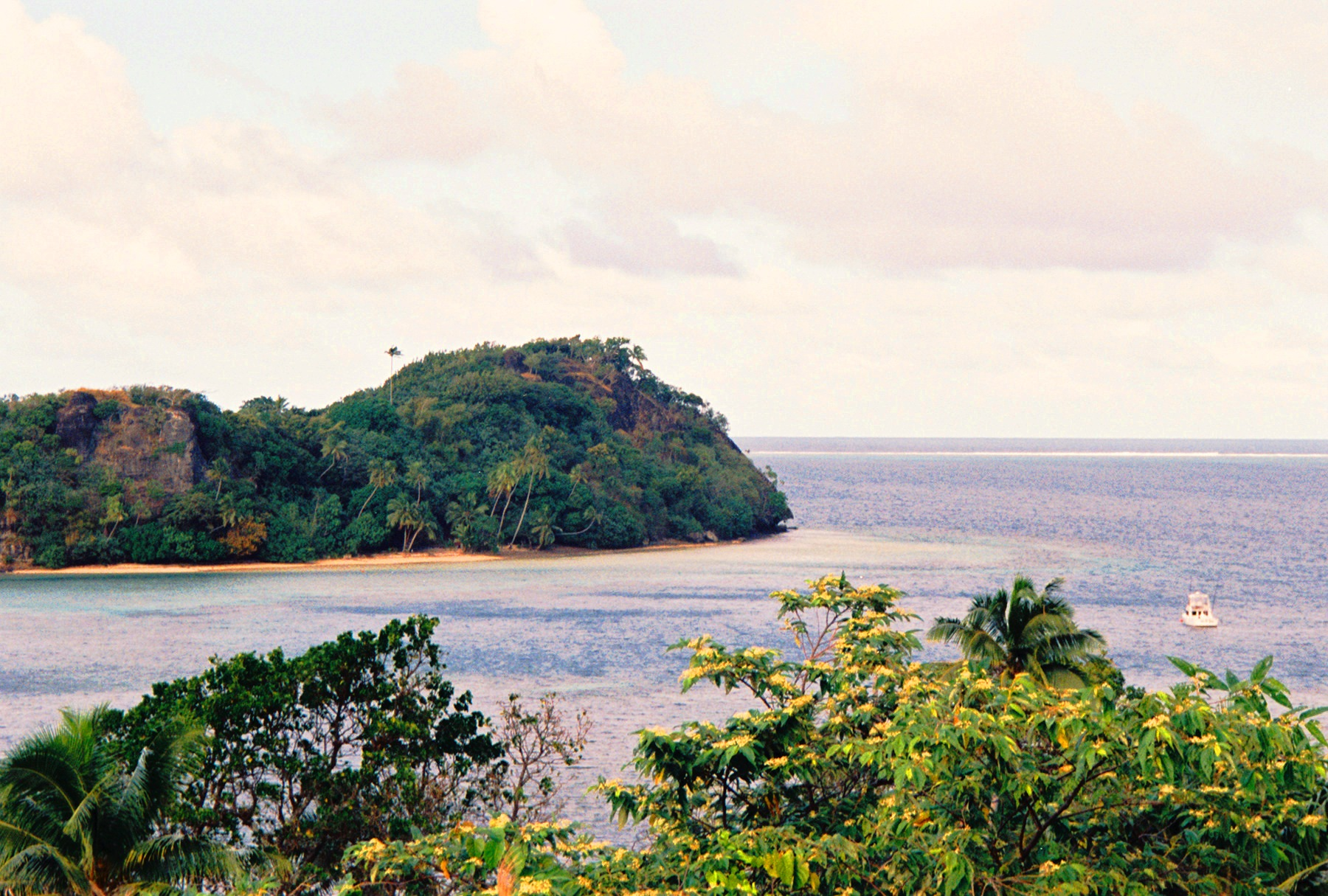
Kadavu e o Recife do Grande Astrolábio

O arquipélago de Fiji consiste em 322 ilhas, um terço das quais são desabitadas. As duas ilhas mais importantes são Viti Levu e Vanua Levu. É em Viti Levu que se situa a capital, Suva, e onde vivem quase três quartos da população. As ilhas são montanhosas, com picos que se erguem aos 1 324 m no Monte Vitória ou Tomanivi na língua fijiana, na área central da ilha Viti Levu, é coberta por florestas tropicais. Outras cidades importantes são Labasa, Lautoka, Nadi e Savusavu.

## Política
A política das Fiji normalmente ocorre no quadro de uma república democrática parlamentar representativa, em que o primeiro-ministro de Fiji é o chefe de governo e o presidente é o chefe de Estado, onde há um sistema multipartidário. O poder executivo é exercido pelo governo, o poder legislativo é atribuído ao governo e ao Parlamento de Fiji, e o poder judiciário é independente do executivo e da legislatura.

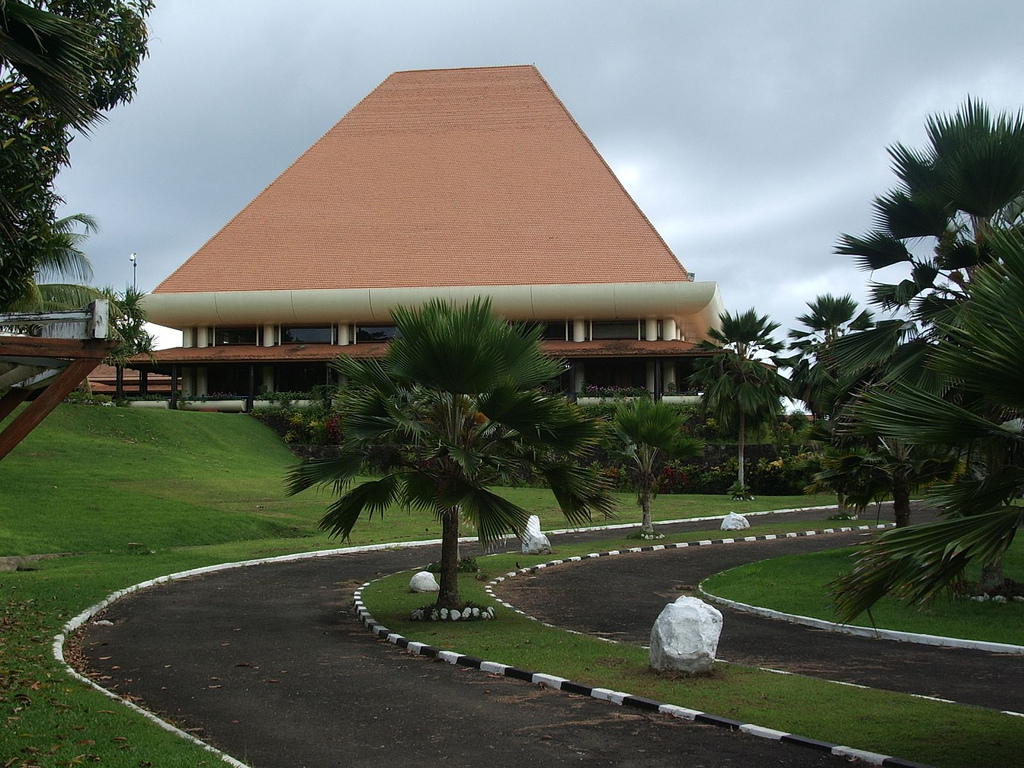
Parlamento de Fiji em Suva.

Uma constituição proclamada em 1990 garantiu o controle do país pela população fijiana, mas deu origem a grande emigração de indianos. A perda de população levou a dificuldades econômicas, mas garantiu que os melanésios se tornassem majoritários no país. Em 1992 ocorrem eleições que são vencidas pelo Partido Político Fijiano.
Uma revisão realizada em 1997 tornou a constituição de Fiji mais equitativa. Realizaram-se eleições livres e pacíficas em 1999, que resultaram num governo liderado por um indo-fijiano. Um ano mais tarde, o governo foi deposto por um golpe de estado liderado por George Speight, um nacionalista fijiano de linha dura. A democracia foi restaurada em finais de 2000 e Laisenia Qarase, que liderara um governo interino desde o golpe, foi eleito primeiro-ministro.
Para um país do seu tamanho, Fiji tem forças armadas excepcionalmente eficientes, e tem sido um contribuinte importante em missões de manutenção de paz das Nações Unidas em vários pontos do globo.
Em dezembro de 2006, o general Frank Bainimarama deu um golpe de estado e depôs o governo do primeiro-ministro Laisenia Qarase. O ex-presidente da Associação de Médicos de Fiji Jona Senilagakali será o primeiro-ministro transitório até a formação de um governo interino. Austrália e Nova Zelândia protestaram contra o golpe, o governo neozelandês anunciou sanções contra Fiji. Em 1 de setembro de 2009, Fiji foi expulsa da Comunidade das Nações.

## Subdivisões

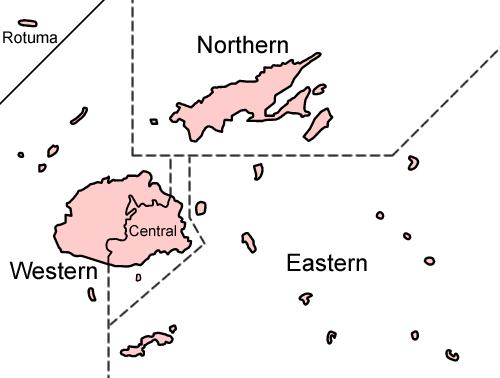
Mapa das divisões de Fiji

O Arquipélago de Fiji está dividido em quatro divisões administrativas, que por sua vez estão subdivididas em 14 províncias. Cada divisão é chefiada por um Comissário, indicado pelo governo de Fiji. As divisões são basicamente agrupamentos de províncias e possuem poucas funções administrativas. Cada província possui um Câmara Provincial que podem, dentro de suas províncias, criar leis e impostos, sujeitos a aprovação do governo de Fiji. O governo de Fiji também é responsável pela nomeação do Roko Tui, chefe executivo da Câmara Provincial.
Abaixo, as divisões e províncias de Fiji, com suas capitais entre parênteses:
- Divisão Central (Suva): Naitasiri, Namosi, Rewa, Serua e Tailevu
- Divisão Leste (Levuka): Kadavu, Lau e Lomaiviti
- Divisão Norte (Labasa): Bua, Cakaudrove e Macuata
- Divisão Oeste (Lautoka): Ba, Nadroga-Navosa e Ra

A ilha de Rotuma, ao norte do arquipélago, tem status de dependência, ela está incluída na Divisão Oeste para fins estatísticos (censo, por exemplo), porém, administrativamente ela possui autonomia interna com sua própria câmara e poderes para legislar sobre a maioria dos assuntos locais.

## Economia

Principais produtos de exportação de Fiji em 2019.

Com solos férteis que permitem o cultivo da cana-de-açúcar, este é o principal produto de exportação, além do coco e gengibre.
A economia de Fiji é uma das mais desenvolvidas do Oceano Pacífico. A exportação de açúcar, as remessas de dinheiro feitas por fijianos residentes no exterior, e o turismo (de 300 a 400 mil turistas por ano visitam o país) são as principais fontes de receitas do país.
O açúcar fijiano tem como destino principal a União Europeia. Em 2007 a ajuda econômica da UE ao país foi suspensa, enquanto o governo que assumiu o poder após o golpe de estado não estabelece um cronograma para novas eleições.

### Turismo
O turismo nas ilhas Fiji é significativo, especialmente em regiões como Nadi, a Costa dos Corais, a ilha Denarau e as Ilhas Mamanuca. A maioria dos visitantes internacionais são de países como a Austrália, Nova Zelândia e Estados Unidos. Fiji tem um número significativo de recifes de corais e o mergulho autônomo é uma atividade turística comum.

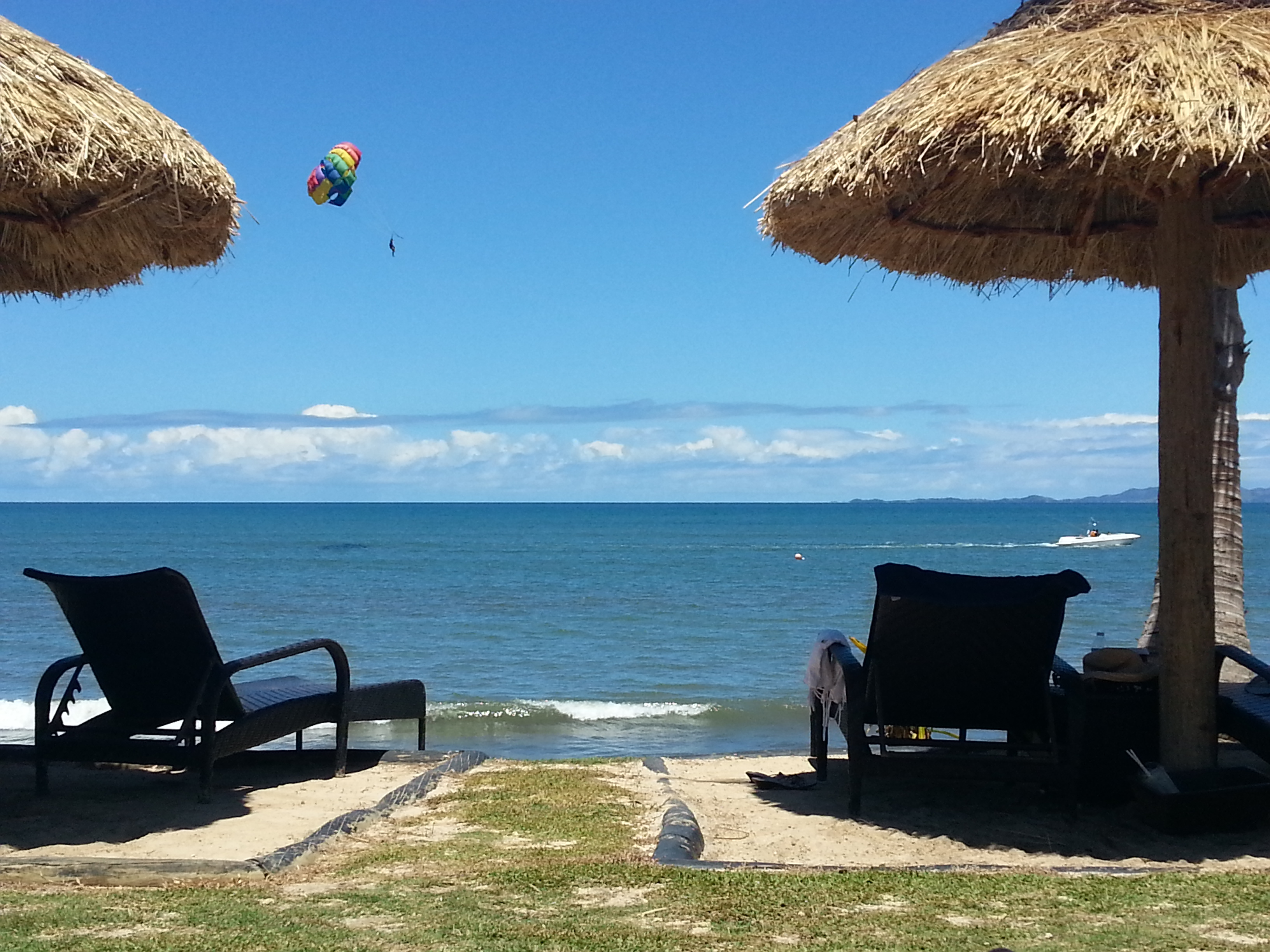
Praia na ilha Denarau

As principais atrações de Fiji para turistas são principalmente praias de areia branca e ilhas esteticamente agradáveis com clima tropical durante todo o ano. Em geral, Fiji é um destino de férias de preço médio, com a maioria das acomodações nesta faixa. O país também possui uma variedade de resorts e hotéis cinco estrelas de classe mundial. Resorts econômicos estão sendo abertos em áreas remotas, o que proporciona mais oportunidades de turismo. A Cable News Network (CNN) nomeou o Laucala Island Resort, de Fiji, como um dos quinze hotéis mais bonitos do mundo.
Estatísticas oficiais mostram que, em 2017, 75% dos visitantes estavam no país em férias, e o país recebeu, no mesmo ano, 842 884 visitantes. Também em 2016, a receita do turismo foi de 1 924,3 FJD milhões. No mesmo período, cerca de 52,5% dos hotéis do país tinham quartos ocupados à noite, o que representa uma diminuição em ocupação de quartos em hotéis, se comparado com 2015 e 2005, onde a média chegou a 55,2% e 64,4%, respectivamente.
Luas-de-mel são muito populares, assim como as escapadelas românticas em geral. Há também resorts familiares com instalações para crianças pequenas, incluindo clubes infantis e opções de babá. Fiji tem vários destinos turísticos populares. O Jardim Botânico de Thursten, em Suva, Sigatoka Sand Dunes e Colo-I-Suva Forest Park são três opções no continente (Viti Levu). Uma grande atração nas ilhas exteriores é o mergulho. De acordo com o Fiji Bureau of Statistics, a maioria dos visitantes que chegam a Fiji a curto prazo são dos seguintes países ou regiões:
| País           | 2017    | 2016    | 2015    |
| -------------- | ------- | ------- | ------- |
| Austrália      | 365 689 | 360 370 | 367 273 |
| Nova Zelândia  | 184 595 | 163 836 | 138 537 |
| Estados Unidos | 81 198  | 69 628  | 67 831  |
| China          | 48 796  | 49 083  | 40 174  |
| Reino Unido    | 16 925  | 16 712  | 16 716  |
| Canadá         | 12 421  | 11 780  | 11 709  |
| Coreia do Sul  | 8 871   | 8 071   | 6 700   |
| Japão          | 6 350   | 6 274   | 6 092   |
| Total          | 842 884 | 792 320 | 754 835 |

## Demografia
O censo de 2017 descobriu que a população de Fiji era de 884 887, em comparação com a população de 837 271 no censo de 2007. Sua população é composta em sua maioria por fijianos (54,3%) e indianos (38,1%). Atualmente, 52% dos habitantes vivem nos centros urbanos (projeção 2007).
O crescimento demográfico em Fiji era de 0,98% ao ano no período 2000–2005. A taxa de fecundidade é de 2,72 filhos por mulher (2006). A mortalidade infantil era de 20 crianças por mil crianças nascidas, segundo estimativas de 2007.
Dados de 2007 revelam que 5,6% da população de Fiji é analfabeta.

### Religião
Segundo dados de 2005, 57% dos fijianos são cristãos, composto por 45% de protestantes no total da população. Cerca de 34% praticam o hinduísmo e ainda verifica-se que 7% da população é islâmica.
Os líderes tribais dessas ilhas costumavam praticar atos de canibalismo como forma de ritual; as pessoas que eram comidas eram consideradas especiais na comunidade, e talheres próprios eram utilizados nesta cerimônia, que não podiam ser utilizados para comer outros "alimentos".

### Línguas
A Constituição de 1997 estabeleceu três idiomas como as línguas oficiais do país: o fijiano, idioma dos habitantes nativos das ilhas; o inglês, devido ao período de colonização britânica no século XIX; e o fiji-híndi, falado pela população de origem indiana vinda em sua maioria no período de influência inglesa.

## Infraestrutura

### Educação

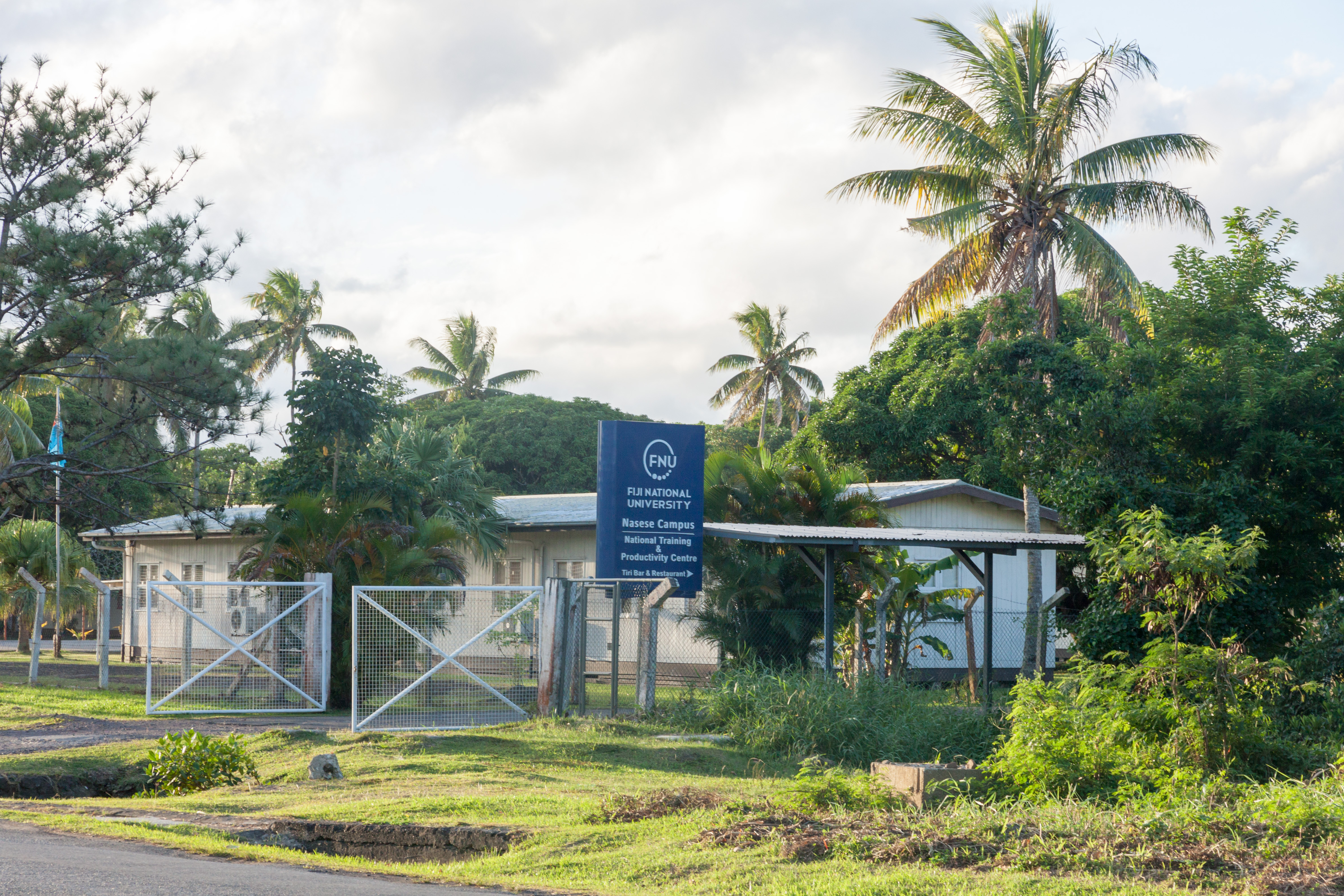
Campus da Universidade Nacional de Fiji

O Ministério da Educação, Patrimônio e Artes é o órgão responsável pela coordenação do sistema nacional de educação no país, com as secretarias de educação das regiões sendo responsáveis pela administração do serviço e supervisão da política pública educacional. O órgão educacional governamental também detém como responsabilidades o aconselhamento do governo, fornecimento de apoio administrativo e de gestão, decretação de políticas e atos na área de educação pública e fornecimento de recursos de aprendizagem, como livros didáticos.
Fiji tem uma alta taxa de alfabetização (91,6%) e, embora a educação não seja obrigatória por lei, mais de 85% das crianças entre 6 e 13 anos de idade frequentam a escola primária. A escolaridade é gratuita e fornecida por escolas públicas e instituições de ensino administradas pela igreja. Geralmente, as crianças fijianas e hindus frequentam escolas separadas, refletindo a divisão política que existe no país.
O sistema educacional em Fiji é dividido em três níveis escolares, sendo estes: primário, secundário e terciário. O nível escolar primário inicia-se na pré-escola e consiste em 8 anos de estudos, sendo que estes não são obrigatórios, mas são gratuitos. As escolas são administradas principalmente pelo governo, existindo algumas geridas por denominações religiosas (católica, metodista, Sabha ou muçulmana). A educação secundária é ofertada aos alunos entre 9 e 13 anos de idade, engloba 5 anos de estudos e é composta por cursos como carpintaria, metalurgia, economia doméstica, ciências agrícolas, contabilidade, biologia, química, física, história e geografia. Neste nível escolar, as disciplinas de inglês e matemática são obrigatórias. Já o ensino terciário envolve o bacharelato, mestrado e doutorado, sendo oferecido em institutos técnicos e estruturado em programas de educação de dois anos. Existem também programas de graduação profissional de quatro ou cinco anos em áreas específicas.

## Cultura
A melodia do hino nacional deste país é de autoria de Charles Austin Miles (1868–1946), é exatamente a mesma verificada em hinários religiosos: o hino 212 "Os Guerreiros Se Preparam", da Harpa Cristã; o hino 579 "Olhando pra Cristo", do Cantor Cristão; o hino 560 "Olhando pra Cristo, HCC; e o hino 363 "Terra de Beulá", do Hinário Adventista; (Dwelling In Beulah Land). A melodia.
O filme Anaconda 2 se passou na ilha de Fiji.

### Esportes

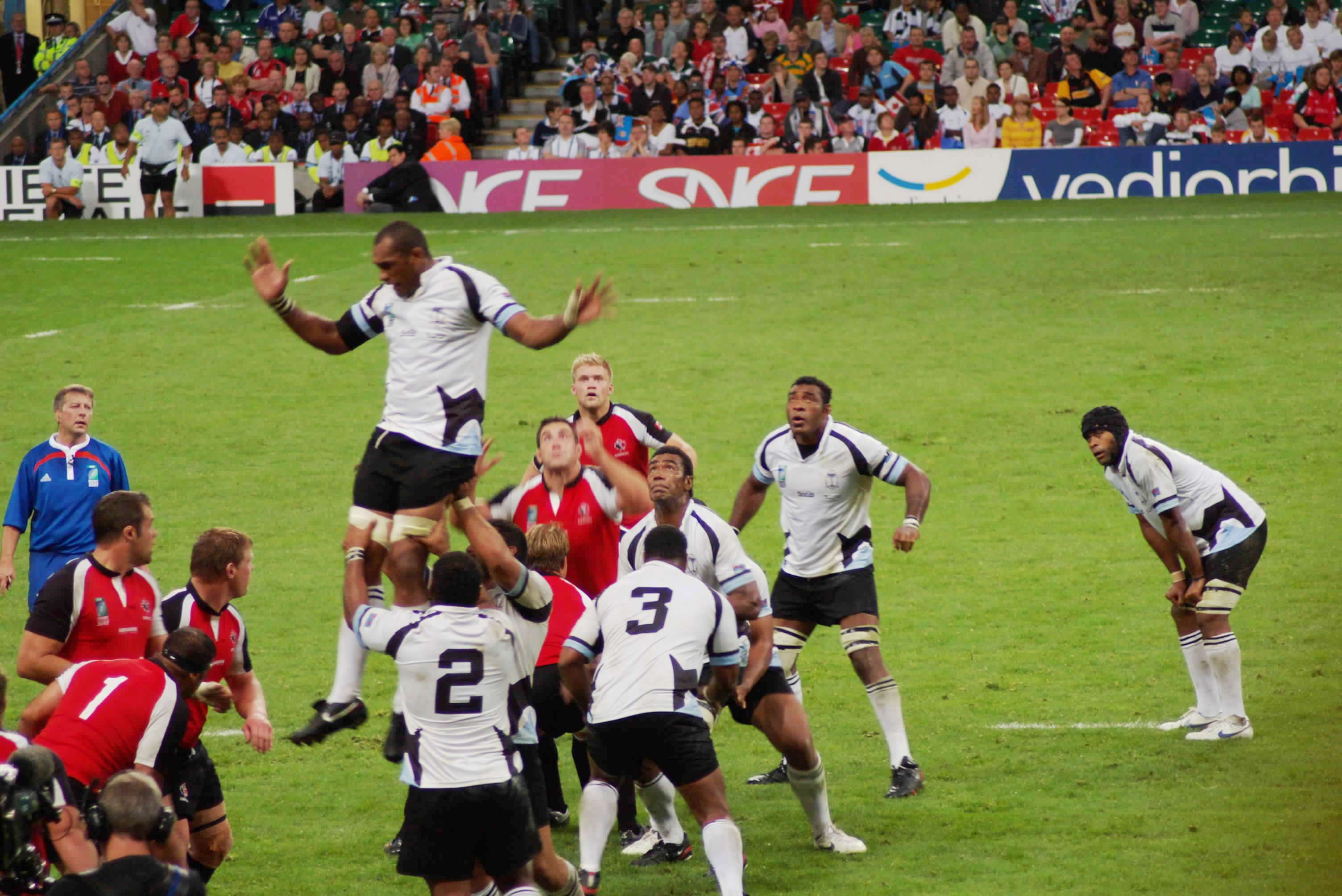
Seleção Fijana de Rugby (de branco) durante a Copa do Mundo de Rugby de 2007.

Rugby é o esporte de equipe mais popular de Fiji.
A seleção nacional de Fiji de rugby sevens é a equipe internacional de mais sucesso do país, conquistou o torneio Hong Kong Sevens dezoito vezes desde o seu início em 1976. Fiji também venceu a Copa do Mundo de Rugby Sevens duas vezes (em 1997 e 2005). A equipe nacional de sevens de Fiji é a atual campeã do Sevens World Series. Em 2016, a seleção de rugby sevens conquistou a primeira medalha olímpica do país nos Jogos Olímpicos de Verão, ganhando ouro ao derrotar a Grã-Bretanha por 43–7 na final.
A equipe nacional de rugby competiu em cinco edições da Copa do Mundo de Rugby, a primeira em 1987, onde chegou às quartas de final. A seleção nacional de Fiji não voltou a vencer essa façanha até a Copa do Mundo de Rugby de 2007, quando derrotou a seleção do País de Gales por 38–34 e avançou para as quartas de final, onde perdeu para os eventuais vencedores da Copa do Mundo de Rugby, a África do Sul. Fiji também derrotou a seleção do combinado dos Leões Britânicos e Irlandeses em 1977.
A dança de guerra Cibi era tradicionalmente realizada pela equipe de rugby de Fiji antes de cada partida. Foi substituído em 2012 pelo novo grito de guerra "Bole".